# Georgij Žilenkov
Georgij Nikolajevič Žilenkov (rusky Георгий Николаевич Жиленков, 25. října 1910, Voroněž, Ruské impérium - 2. srpna 1946, Moskva, SSSR) byl generál za druhé světové války, který se dostal do zajetí nepřítele a stal se členem Ruské osvobozenecké armády (ROA).

## Životopis

### Před válkou
Georgij Žilenkov se vzdělával na průmyslové a technické škole v Moskvě. Roku 1926 pracoval jako strojní zámečník v elektrárně ve Voroněži. V roce 1929 vstoupil do Komunistické strany SSSR.

### Druhá světová válka
Od roku 1940 byl Žilenkov členem výboru strany. V roce 1941 se připojil k Rudé armádě. Byl politickým komisařem jedné z brigád v armádě v roce 1942 a členem vojenské rady.
Dne 14. října tohoto roku byl zajat Němci u Vjazmy. Ve snaze si zachránit život začal spolupracovat s Němci pod falešnou totožností. Od listopadu byl pod jménem Maximov řidičem německé 252. pěší divize. Poté se podílel na vzniku objížďkové trasy ve skupině armád Střed.

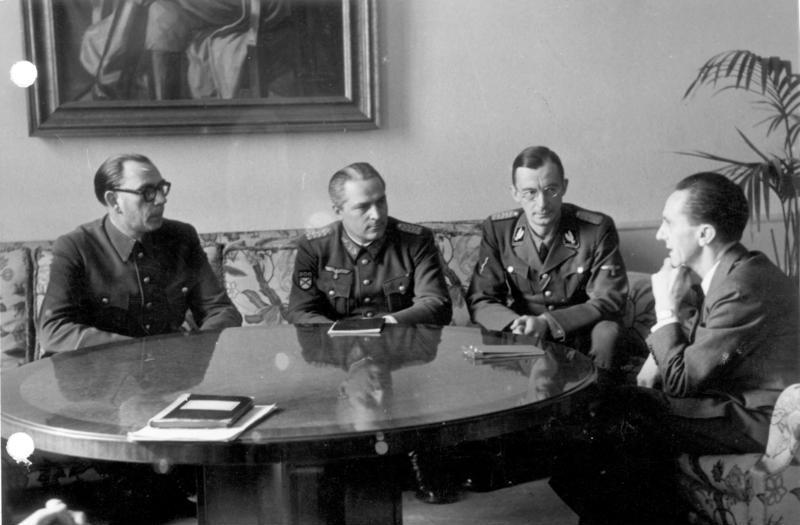
Žilenkov (vpravo od Vlasova) na jednání s Goebbelsem

Od června 1942 působil Žilenkov v oddělení propagandy německého vrchního velitelství, kde editoval informační brožury a letáky. Na konci roku začal spolupracovat s jiným generálem Andrejem Vlasovem. V únoru 1943 spolu s Vlasovem a několika dalšími bývalými vysokými důstojníky Rudé armády podepsal žádost německému velitelství o vytvoření Ruské osvobozenecké armády.
V roce 1944 byl Žilenkov poslán do obsazené Francie, aby vedl propagandu mezi vojáky. Téhož roku se účastnil Operace Škorpion. Na konci války se stal velitelem propagandy Výboru pro osvobození národů Ruska, a vydal Pražský manifest, v němž mimo jiné kritizoval Stalina.

### Pád
V dubnu 1945 uprchl Žilenkov do Švýcarska, v květnu se pokoušel vyjednávat se Spojenci, byl však zajat a internován Američany. Následujícího roku 1. května 1946 byl vydán Sovětskému svazu. Byl odsouzen k trestu smrti a 2. srpna 1946 popraven.